# Rosina Anselmi

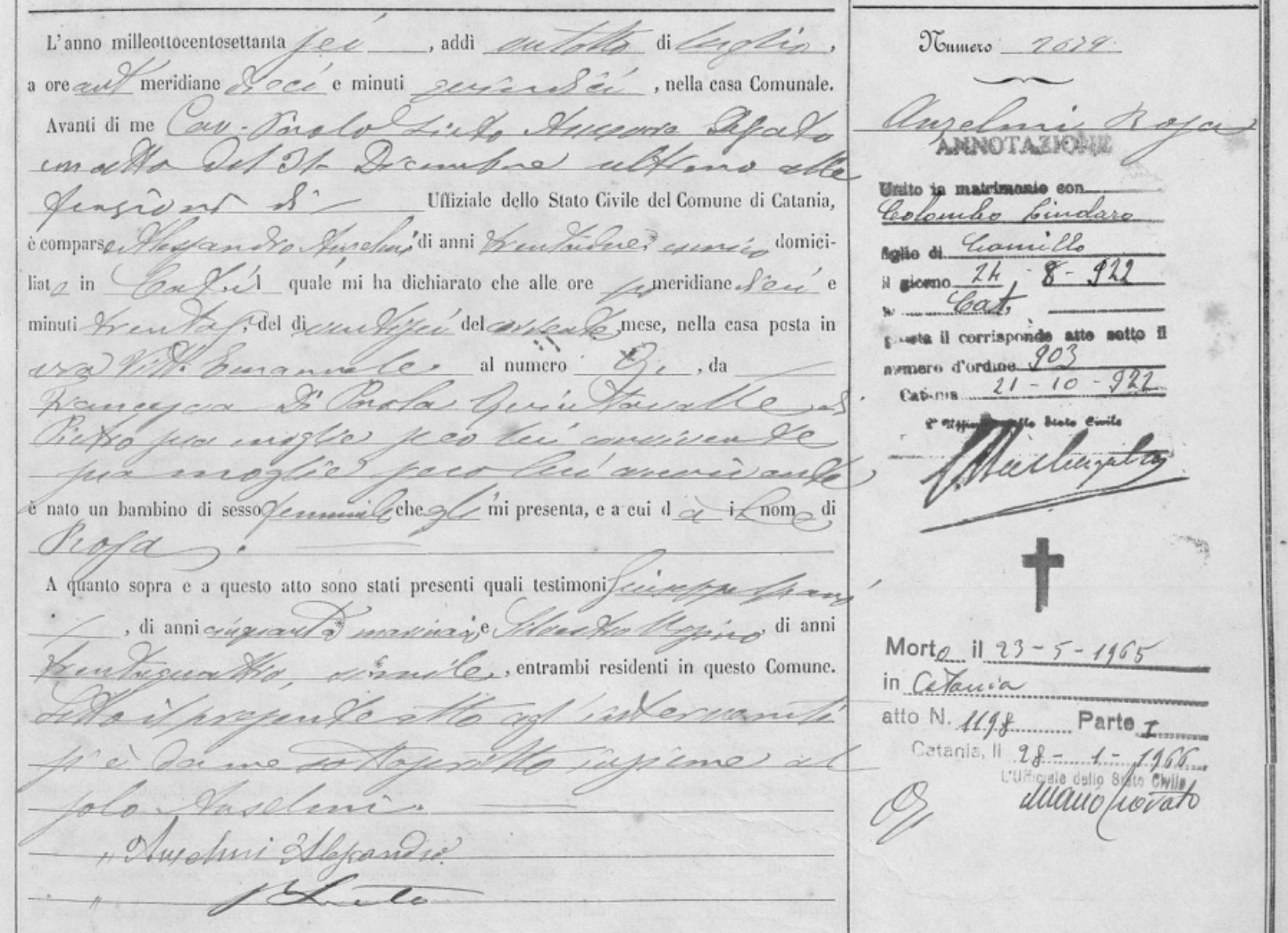

Rosina Anselmi (Catania, 26 luglio 1876 – Catania, 23 maggio 1965) è stata un'attrice italiana.

## Biografia
Rosa Anselmi, detta Rosina, nasce a Catania il 26 luglio 1876 da Francesca Di Paola Quintavalle e da Alessandro Anselmi (non a Caltagirone nell'anno 1880, come erroneamente documentato in numerose biografie ufficiali).
Cresciuta in una famiglia di attori, inizia a recitare sin da bambina con il padre Alessandro, attore dialettale siciliano, per approdare alle Compagnie di Nino Martoglio e Mimì Aguglia, con cui partirà in tournée per l'America del Nord, recitando per gli italo-americani, per ritornare in Sicilia nel 1910, scritturata come prima attrice nella "Comica Siciliana" diretta da Angelo Musco, svolgendo un ruolo complementare, spesso ricoprendo in scena la parte della moglie del capocomico e di spalla in numerose commedie per oltre un trentennio.

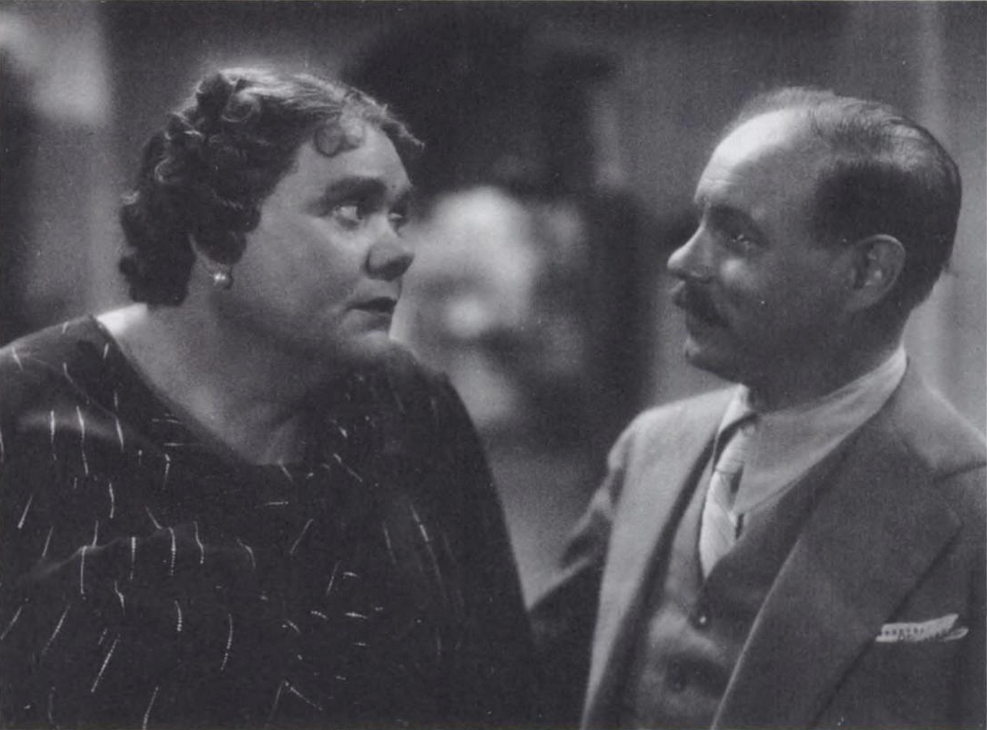
Rosina Anselmi con il marito Lindoro Colombo nel film Gatta ci cova (1937)

La Compagnia dialettale diretta da Rosina Anselmi e da Michele Abruzzo si costituirà nel 1938, a distanza di un anno dalla scomparsa di Musco, dopo la breve esperienza teatrale di pochi mesi con Giovanni Grasso jr. e Turi Pandolfini.
Debutta nel cinema sonoro diretta da Amleto Palermi, nella pellicola L’eredità dello zio buonanima, del 1934, contemporaneamente recita alla radio EIAR e successivamente Rai, per apparire anche in televisione in alcune commedie e programmi di varietà.
Muore a Catania nel 1965. Era sposata con l'attore Lindoro Colombo.

## Teatro in dialetto siciliano
Per la “Compagnia Comica Siciliana” diretta da Angelo Musco:
- San Giovanni decollato di Nino Martoglio (Teatro Politeama Comunale, Piacenza, 12 gennaio 1908)
- Lu Paraninfu di Luigi Capuana (Teatro Mastrojeni, Messina, 12-14 maggio 1914)
- L'aria del continente di Nino Martoglio (Teatro Filodrammatici, Milano, 27 novembre 1915)
- Quacquarà di Luigi Capuana (Teatro Alfieri, Torino, 24 aprile 1916)
- Pensaci, Giacomino! di Luigi Pirandello (Teatro Nazionale, Roma, 17 giugno 1916)
- Liolà di Luigi Pirandello (Teatro Nazionale, Roma, 4 novembre 1916)
- L'Arte di Giufà di Nino Martoglio (Teatro Argentina, Roma, 11 novembre 1916)
- Il berretto a sonagli di Luigi Pirandello (Teatro Nazionale, Roma, 28 giugno 1917)
- Il marchese di Ruvolito di Nino Martoglio (Teatro Nazionale, Roma, 23 dicembre 1920)
- Turnisi & C. di Cesare Hanau, riduzione di Giuseppe Murabito (dal Mercadet di Balzac) (Teatro Filodrammatici, Milano, 12 dicembre 1921)
- Fra Diavolo di Giuseppe Patanè (Teatro Filodrammatici, Milano, 11 novembre 1923)
- Le due maschere (da Coraggio, Tonino! di Don Carlos Arniches Barreda, traduzione di Enrico Tedeschi) (Teatro Argentina, Roma, 13 febbraio 1924)
- L'Otello di Gaetano Sclafani (Teatro Argentina, Roma, 28 febbraio 1924)
- Parola d'onore di Alfredo Giannini e Gaetano Sclafani (Teatro Argentina, Roma, 1º marzo 1924)
- Una delle due di Ottavio Profeta (Teatro Nazionale, Roma, 29 gennaio 1925)
- Capo-Raisi di Francesco Macaluso (Teatro Olympia, Milano, 20 ottobre 1925)
- San Giovanni decollato di Martoglio (Teatro Vasquez di Siracusa 31 gennaio 1963)
- Aria del continente di Martoglio (Stadio Vittorio Emanuele III di Siracusa con Pippo Lampo e la compagnia del Teatro Dialettale di Siracusa ferragosto del 1963.

Le ultime due recite di Rosina Anselmi sono avvenute nel 1963 a Siracusa con la locale compagnia “Teatro dialettale”.

## Filmografia parziale
- San Giovanni decollato, regia di Telemaco Ruggeri (1917)
- L'eredità dello zio buonanima, regia di Amleto Palermi (1934)
- Paraninfo, regia di Amleto Palermi (1934)
- Milizia territoriale, regia di Mario Bonnard (1935)
- Aldebaran, regia di Alessandro Blasetti (1935)
- Lohengrin, regia di Nunzio Malasomma (1935)
- L'aria del continente, regia di Gennaro Righelli (1935)
- Re di denari, regia di Enrico Guazzoni (1936)
- Gatta ci cova, regia di Gennaro Righelli (1937)
- Lasciate ogni speranza, regia di Gennaro Righelli (1937)
- Il feroce Saladino, regia di Mario Bonnard (1937)
- L'ha fatto una signora, regia di Mario Mattoli (1938)
- Il marchese di Ruvolito, regia di Raffaello Matarazzo (1939)
- La donna è mobile, regia di Mario Mattoli (1942)

## Prosa televisiva Rai
- Lu cavalieri Pidagna, regia di Umberto Benedetto, trasmessa il 18 marzo 1959.
- Il marchese di Ruvolito, regia di Umberto Benedetto, trasmessa il 7 luglio 1961.